# 3306 Byron
3306 Byron je asteroid, ki ga je leta 1979 odkril Nikolaj Stepanovič Černih. Poimenovan je po lordu Byronu, angleškem romantičnem pesniku. Spada v skupino S-asteroidov, kar pomeni, da je kovinski in svetleč.